# Последний девственник Америки
«Последний девственник Америки» (англ. The Last American Virgin) — американский молодёжный комедийно-драматический кинофильм 1982 года о сексуальных проблемах старших школьников. Является ремейком вышедшего четырьмя годами ранее израильского фильма «Горячая жевательная резинка», создан режиссёром и сценаристом (в одном лице) оригинального фильма Боазом Дэвидсоном. В России в 1990-е распространялся на нелегальных видео в переводе Юрия Товбина (Николаева).

## Сюжет
Старшеклассники Рик, Дэвид и Гарри ищут возможности расширить сексуальный опыт. Дэвиду в принципе всё равно, когда, как и с кем. Красавчику Рику сексуальные победы нужны, чтобы потешить самолюбие. Гарри — идеалист и романтик, мечтающий о большой любви. Фильм «разбавлен» комедийными эпизодами на сексуальные темы: герои получают сексуальный опыт со зрелой женщиной и вынуждены бежать от появившегося некстати мужа, пользуются услугами проститутки, в результате чего приходится выводить лобковых вшей, ловят одноклассника на подглядывании за девушками в душе и устраивают состязание на максимальную длину пениса.
В школе появляется красавица Карен. Гарри влюбляется в неё, но девушка лишь дружелюбна с ним, а предпочитает красивого и самоуверенного Рика. Рик добивается своего и с удовольствием рассказывает приятелям о своей очередной победе, а сам после того, как цель достигнута, теряет к девушке интерес и перестаёт с ней общаться. Когда Карен обнаруживает, что беременна и приходит с этим к Рику, тот заявляет, что это не его проблемы. Гарри требует от Рика помочь девушке, но тот грубо отказывается; выяснение отношений кончается дракой.
Наступают рождественские каникулы, на которых старшеклассники собирались поехать в горы кататься на лыжах. Гарри решает взять всё в свои руки. Пока остальные отправляются в горы, Гарри и Карен тайком от родителей остаются, поселившись в пустующем доме умершей год назад бабушки. Гарри организует и оплачивает Карен аборт, для чего ему приходится стащить деньги у родителей, продать свой музыкальный центр и взять в долг у хозяина пиццерии, где он подрабатывает.
Гарри и Карен живут в бабушкином доме, дожидаясь конца каникул. Отношения между ними складываются отлично, Карен добра и благодарна Гарри за помощь, Гарри счастлив от близости любимой. В конце концов он признаётся в своей любви и между ними происходит то, чего он так долго ждал. Каникулы кончаются, ребята «возвращаются» по домам. Гарри уверен, что теперь у них с Карен всё будет прекрасно, он даже покупает ей кольцо. Но тем же вечером, придя на вечеринку он застаёт там Карен, целующуюся с Риком.

## Треклист
1. Commodores — Oh No (3:02)
2. Devo — Whip It (2:39)
3. Journey — Open Arms (3:17)
4. Reo Speedwagon — Keep On Loving You (3:21)
5. U2 — I Will Follow (3:37)
6. The Waitresses — I Know What Boys Like (3:14)
7. The Police — De Do Do Do De Da Da Da (4:08)
8. James Ingram — Just Once (4:34)
9. Gleaming Spires — Are You Ready For The Sex Girls (4:11)
10. Kc And The Sunshine Band — Thatґs The Way (I Like It) (3:05)
11. The Human League — Love Action (I Believe In Love) (4:59)
12. Oingo Boingo — Better Luck Next Time (~)
13. Since You’re Gone & Shake It Up — The Cars (3:31)
14. Charlene — It Ain’t Easy Comin' Down (3:27)
15. Phil Seymour — When I Find You (5:05)
16. The Plimsouls — Zero Hour (2:34)
17. Tommy Tutone — Teen Angel Eyes (3:25)
18. Blondie — In The Flesh (2:32)